# アビエーション・セーフティー・ネットワーク
アビエーション・セーフティー・ネットワーク（英語: Aviation Safety Network、ASN、航空安全ネットワークとも）は航空事故、事件、ハイジャックに関するデータを集めたウェブサイト。航空事故・事件の調査報告、報道や写真、統計情報など20,300件以上のデータがまとめられている。

## 沿革
1996年、ハロ・ランター（Harro Ranter）によって"Aviation Safety Web Pages"（航空安全ウェブページ）として立ち上げられた。1998年8月からはファビアン・ルーハン（Fabian I. Lujan）も協力した。1999年から、サイト名を Aviation Safety Network (ASN)に変更した。
「航空事故と安全問題に関する、最新で完全、信頼できる権威による情報を、航空関連に（仕事上でも）関心を持つすべての人々に」提供することを”使命”としている。